# Półkorzec
Półkorzec (Halbscheffel) war ein polnisches Volumenmaß. Genutzt wurde es als Getreidemaß.
- 1 Półkorzec = 64 Liter

Die Maßkette war:
- 1 Korzec = 2 Półkorzec (Halbscheffel) = 4 Ćwierć (Viertel) = 32 Garniec = 128 Kwarta = 512 Kwaterka = 6452 4/5 Pariser Kubikzoll = 128 Liter